# Grand prix des Neuf
Le grand prix des Neuf (suédois : De Nios Stora Pris) est un prix littéraire suédois décerné depuis 1916 par l'Académie les Neuf. Remis annuellement, le prix était en 2012 doté de 300 000 couronnes.

## Lauréats
| Année | Lauréats |
| ----- | --- |
| 1916  | Erik Karlfeldt, Bertel Gripenberg, Vilhelm Ekelund, Lundegård, Hilma Angered-Strandberg, Oscar Stjerne, Verner von Heidenstam |
| 1917  | K. G. Ossiannilsson, Marika Stiernstedt                                                                                       |
| 1918  | Non décerné |
| 1919  | K. G. Ossiannilsson |
| 1920  | Hans Larsson |
| 1921  | Olof Högberg |
| 1922  | Tor Hedberg |
| 1923  | Elin Wägner |
| 1924  | Vilhelm Ekelund, Gustaf Ullman                                                                                                |
| 1925  | Fredrik Vetterlund |
| 1926  | Hjalmar Bergman |
| 1927  | Sigfrid Siwertz |
| 1928  | Ludvig Nordström, Pär Lagerkvist                                                                                              |
| 1929  | Per Hallström, Axel Lundegård, Birger Sjöberg                                                                                 |
| 1930  | Erik Blomberg, Bertel Gripenberg                                                                                              |
| 1931  | Arvid Mörne, Ernst Didring |
| 1932  | Emilia Fogelklou |
| 1933  | K.G. Ossiannilsson |
| 1934  | Hjalmar Söderberg |
| 1935  | Yrjö Hirn, Jarl Hemmer |
| 1936  | Bertil Malmberg, Eyvind Johnson                                                                                               |
| 1937  | Gustaf Hellström |
| 1938  | Harry Martinson |
| 1939  | Vilhelm Moberg |
| 1940  | Elmer Diktonius, Bertel Gripenberg, Jarl Hemmer, Arvid Mörne, Emil Zilliacus                                                  |
| 1941  | Olle Hedberg, Ivar Lo-Johansson                                                                                               |
| 1942  | Non décerné |
| 1943  | Sven Lidman |
| 1944  | Moa Martinson |
| 1945  | Frans G. Bengtsson |
| 1946  | Non décerné |
| 1947  | Jan Fridegård |
| 1948  | Sigfrid Lindström |
| 1949  | Fritiof Nilsson Piraten, Johannes Edfelt                                                                                      |
| 1950  | Nils Ferlin |
| 1951  | Gunnar Ekelöf, Lucien Maury                                                                                                   |
| 1952  | Irja Browallius |
| 1953  | Tage Aurell |
| 1954  | Gabriel Jönsson |
| 1955  | Sivar Arnér |
| 1956  | Bo Bergman, Walter Ljungquist, Stina Aronson                                                                                  |
| 1957  | Karl Vennberg |
| 1958  | Emil Zilliacus |
| 1959  | Anders Österling, Evert Taube                                                                                                 |
| 1960  | Lars Ahlin |
| 1961  | Erik Lindegren, Gustav Hedenvind-Eriksson                                                                                     |
| 1962  | Hans Ruin |
| 1963  | Artur Lundkvist, Birgitta Trotzig                                                                                             |
| 1964  | Rabbe Enckell, Peder Sjögren                                                                                                  |
| 1965  | Willy Kyrklund |
| 1966  | Lars Gyllensten |
| 1967  | Werner Aspenström, Per-Erik Rundquist, Carl Fries                                                                             |
| 1968  | Ivan Oljelund, Elsa Grave |
| 1969  | Albert Viksten, Lars Forssell                                                                                                 |
| 1970  | Stig Claesson, Majken Johansson                                                                                               |
| 1971  | John Landquist |
| 1972  | Sune Jonsson |
| 1973  | Tito Colliander |
| 1974  | Sonja Åkesson |
| 1975  | Barbro Alving, Eva Moberg |
| 1976  | Sten Hagliden, Olov Hartman                                                                                                   |
| 1977  | Sara Lidman |
| 1978  | Ingemar Leckius |
| 1979  | Hans O. Granlid, Tomas Tranströmer                                                                                            |
| 1980  | Lars Norén |
| 1981  | Rita Tornborg |
| 1982  | Non décerné |
| 1983  | Bengt Emil Johnson |
| 1984  | Björn von Rosen |
| 1985  | Göran Palm |
| 1986  | Gunnar E. Sandgren |
| 1987  | Lennart Hellsing |
| 1988  | Göran Sonnevi |
| 1989  | Katarina Frostenson |
| 1990  | Tobias Berggren, Lars Gustafsson                                                                                              |
| 1991  | Erik Beckman |
| 1992  | Göran Tunström |
| 1993  | Lennart Sjögren |
| 1994  | Per Olof Enquist |
| 1995  | Bo Carpelan |
| 1996  | Lars Andersson |
| 1997  | Per Wästberg |
| 1998  | P.C. Jersild |
| 1999  | Sigrid Combüchen |
| 2000  | Kjell Espmark |
| 2001  | Tomas Tranströmer |
| 2002  | Bruno K. Öijer |
| 2003  | Ann Jäderlund |
| 2004  | Torgny Lindgren |
| 2005  | Klas Östergren |
| 2006  | Jacques Werup |
| 2007  | Tua Forsström |
| 2008  | Birgitta Lillpers |
| 2009  | Steve Sem-Sandberg |
| 2010  | Ingvar Björkeson |
| 2011  | Kristina Lugn |
| 2012  | Arne Johnsson |
| 2013  | Aris Fioretos |
| 2014  | Kjell Westö |
| 2015  | Sara Stridsberg |
| 2016  | Carola Hansson |
| 2017  | Agneta Pleijel |
| 2018  | Gunnar D. Hansson |
| 2019  | Ola Larsmo |
| 2020  | Jan Stolpe |
| 2021  | Eva Runefelt |
| 2022  | Kerstin Ekman |
| 2023  | Barbro Lindgren |
| 2024  | Göran Greider |

## Galerie des lauréats

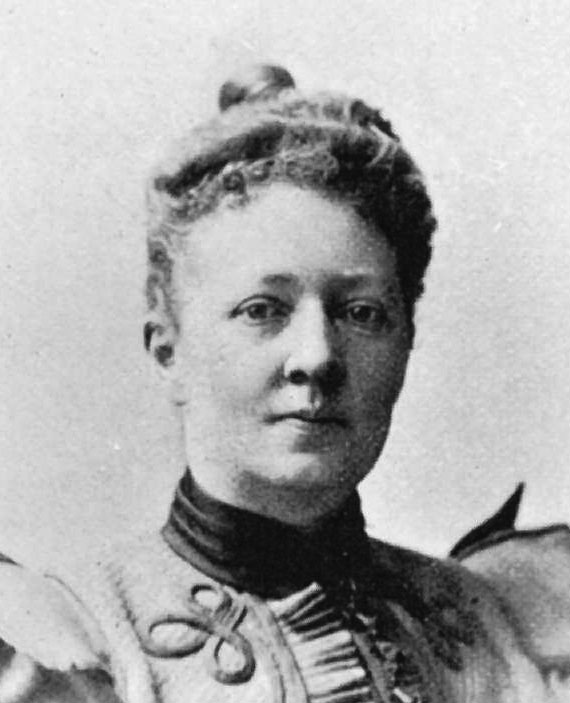
Hilma Angered Strandberg, lauréate en 1916.
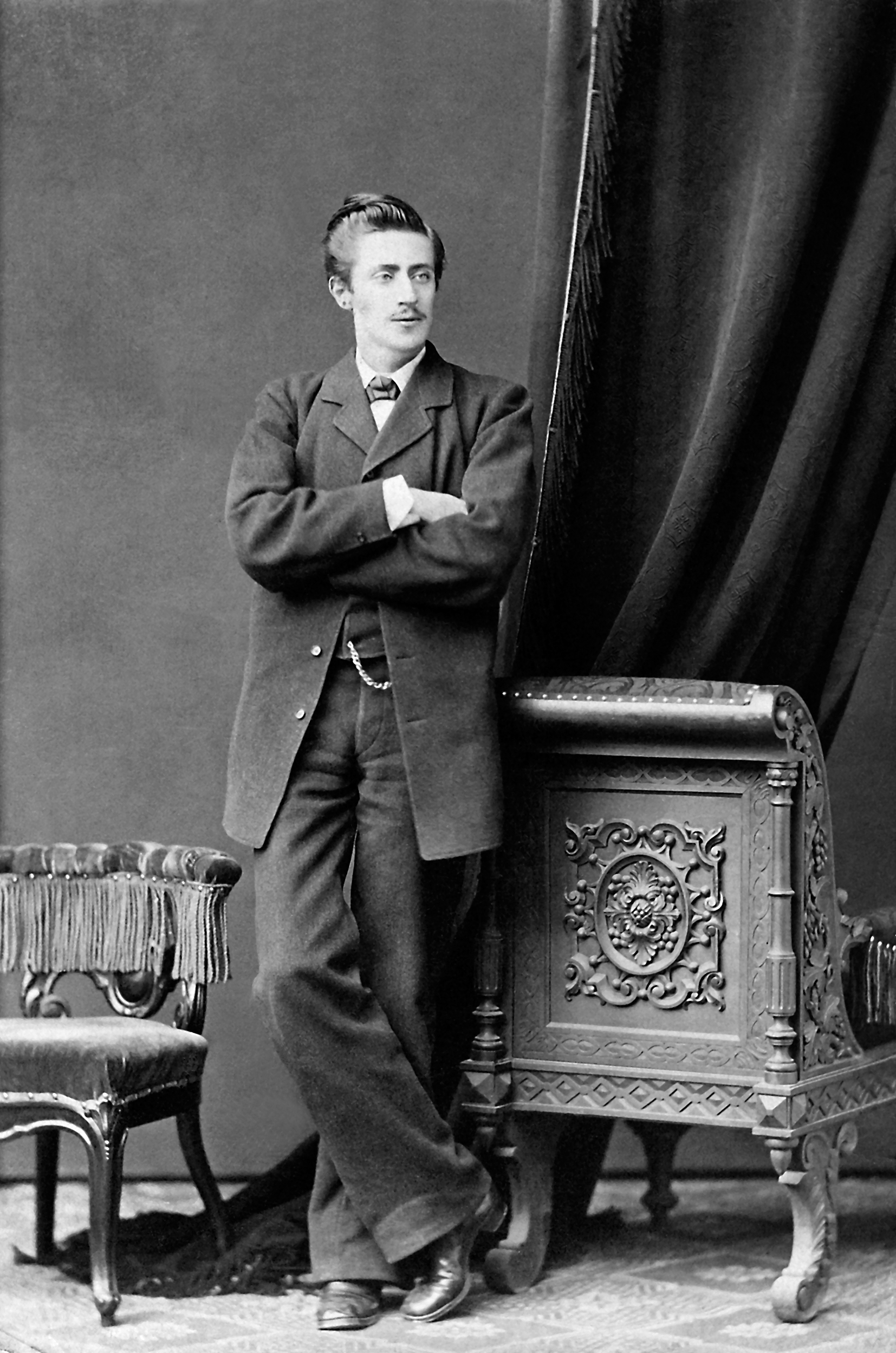
Verner von Heidenstam, lauréat en 1916.
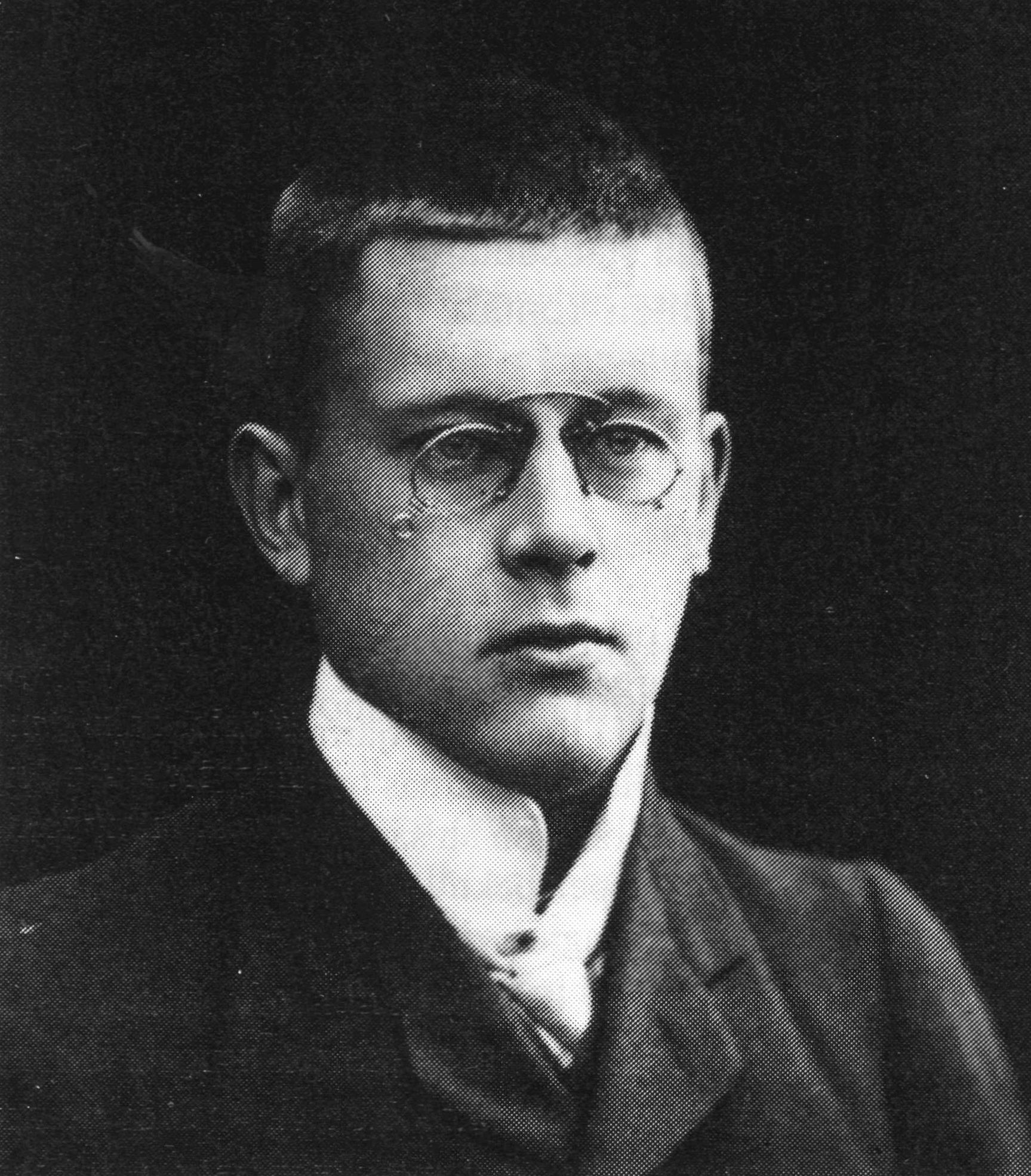
Bertel Gripenberg, lauréat en 1916, 1930 et 1940.
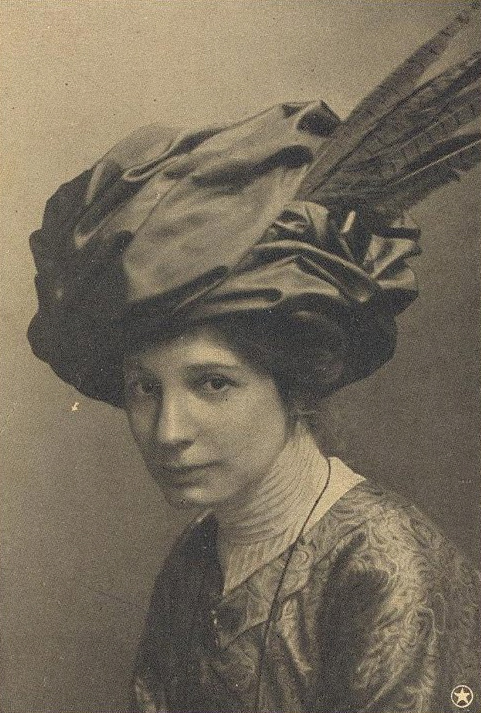
Elin Wägner, lauréate en 1923.
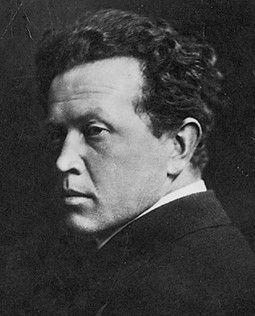
Hjalmar Bergman, lauréat en 1926.
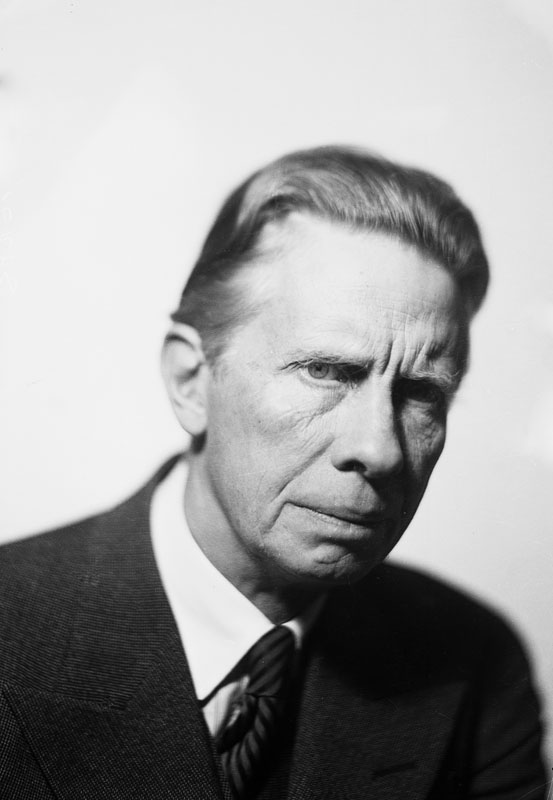
Sigfrid Siwertz, lauréat en 1927.
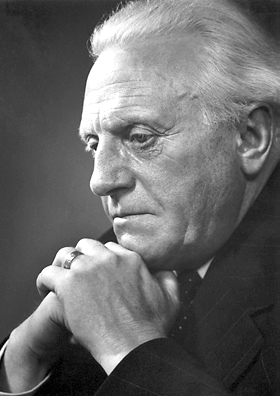
Pär Lagerkvist, lauréat en 1928.
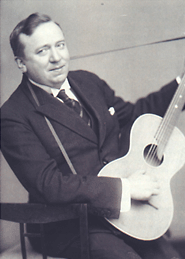
Birger Sjöberg, lauréat en 1929.
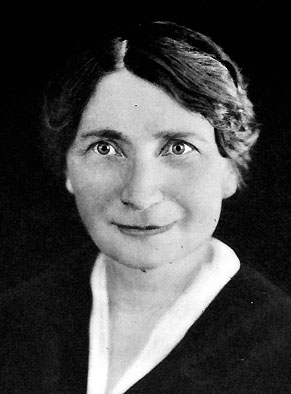
Emilia Fogelklou, lauréate en 1932.
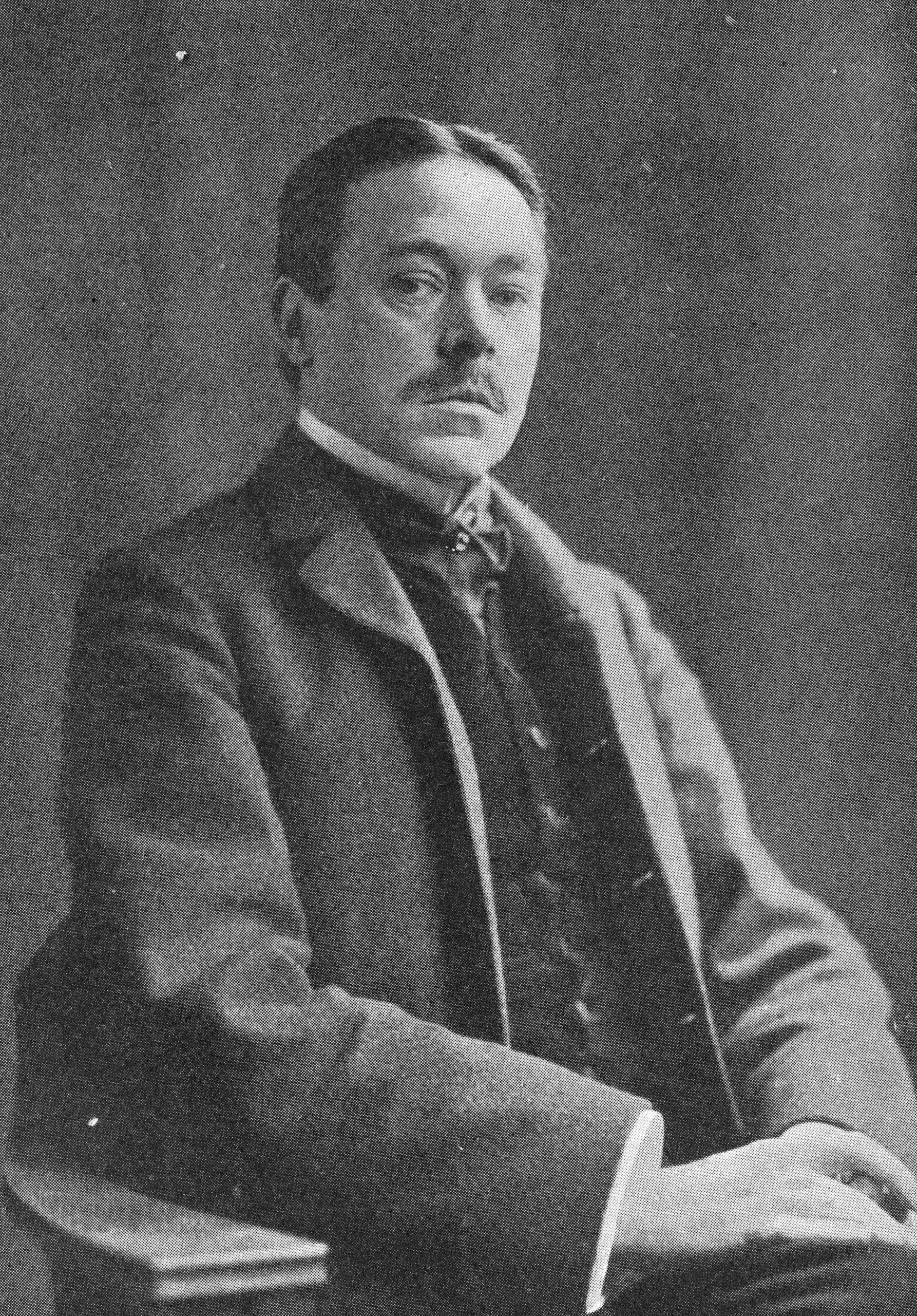
Hjalmar Söderberg, lauréat en 1934.
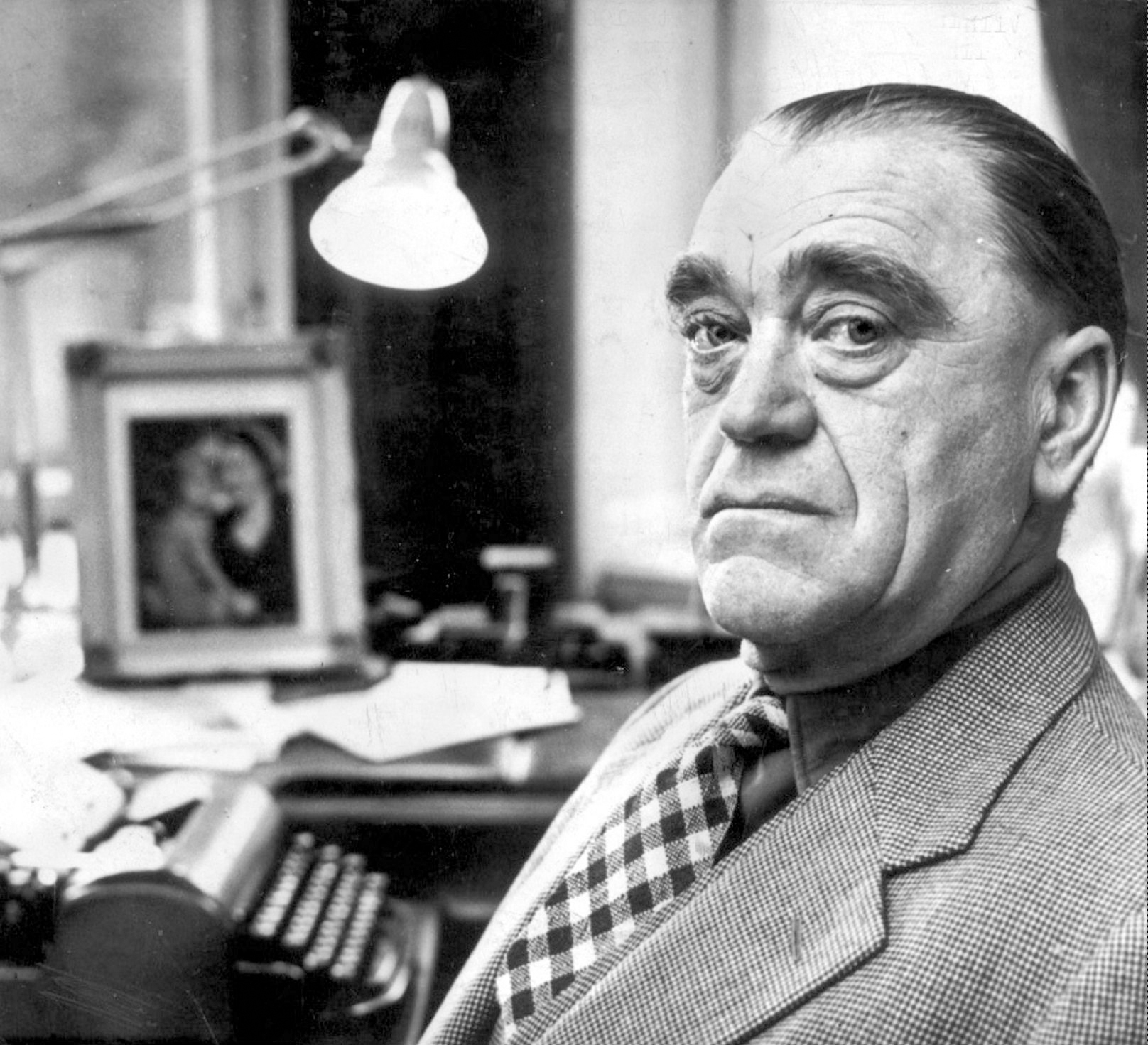
Vilhelm Moberg, lauréat en 1939.
Ivar Lo-Johansson, lauréat en 1941.
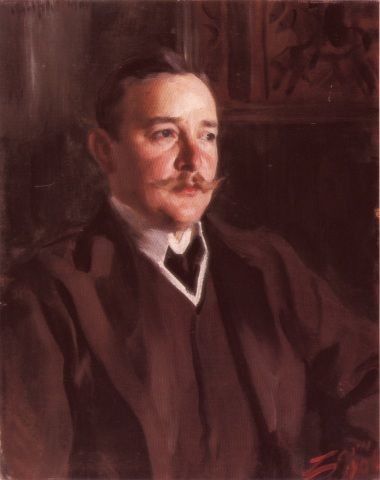
Erik Axel Karlfeldt, lauréat en 1916.